# Drymodromia capensis
Drymodromia capensis är en tvåvingeart som beskrevs av Smith 1969. Drymodromia capensis ingår i släktet Drymodromia och familjen dansflugor. Inga underarter finns listade i Catalogue of Life.